# José Bové
José Bové (Talence, Gironde megye, 1953. június 11. –) francia mezőgazdasági kistermelő, alterglobalista aktivista, európai parlamenti (EP) képviselő.

## Politikai tevékenysége
1987-ben megalakította a Confédération paysanne paraszt-szakszervezetet, amely küzd a genetikailag módosított élőlényekből készített élelmiszerek, takarmányok felhasználása és terjesztése ellen. Hírnevét 1999-ben, a Millau nevű településen épülő McDonald’s gyorsétterem jelképes lerombolásával szerezte. Többször ült börtönben, például egy GMO-búzatábla lekaszálásáért. Független jelöltként indult a 2007-es franciaországi elnökválasztáson, ahol 483 008 szavazatot kapott, ami az összes szavazat 1,32%-át jelentette. 2009. június 7-én EP-képviselővé választották Franciaországban, az Europe Écologie nevű környezetvédő koalíció színeiben. 2013. november 10. és 2014. január 28. között részt vesz az Európai Zöld Párt szervezésében az első zöld Európai Bizottsági elnök-jelölt előválasztáson.

## Magyarul megjelent művei
- A világ nem eladó – parasztok a „korcs-étel” ellen. Beszélgetések Gilles Luneau-val (Interjúkötet, François Dufourral közösen); ford. Szalay Tímea, Laky Krisztina; Magus Design Stúdió Kft., Bp., 2002 (Kor hű) ISBN 963-86275-2-2
- Rablás Brüsszelben. Lobbisták az Európai Unióban; közrem. Gilles Luneau, ford. Molnár Zsófia, Bajomi Iván; L'Harmattan, Bp., 2015 ISBN 9789634140184